# 설방
설방(薛方, ? ~ ?)은 전한 말기의 학자이자 관료로, 자는 자용(子容)이며 제군 사람이다.

## 행적
성제 때 기준·순월·순상·당림·당존과 함께 청렴한 선비로 명성이 있었고, 임용되어 군연(郡掾)·좨주(祭酒)를 지냈다. 이후 신나라를 건국한 왕망의 부름을 받았으나 응하지 않았고, 이에 왕망은 수레를 보내 설방을 맞이하게 하였다. 설방은 자신을 모시러 온 사자에게 말하였다.
| “ | 위로는 요순이 있었고, 아래로는 소보(巢父)와 허유(許由)가 있었습니다. 지금 명주(明主; 왕망)께서 당우(唐虞; 요순)의 덕을 갖고 계시니, 소신(小臣)은 기산(箕山)의 절개를 지키겠습니다. | ” |

설방의 말을 전해들은 왕망은, 더는 설방을 부르지 않았다. 설방은 집에 기거하면서 경전을 가르쳤고, 문장에 뛰어나 시·부 수십 편을 남겼다. 이후 후한을 건국한 광무제의 부름을 받았으나, 가던 길에 병들어 죽었다.

## 출전
- 반고, 《한서》권72 왕공양공포전